# Efecto proximidad (electromagnetismo)

Efecto proximidad en un conductor paralelo a otro, mostrando, en un punto del período de la corriente alterna en que su intensidad aumenta, cómo el campo magnético variable del conductor de la izquierda B atraviesa al de la derecha y origina en él corrientes de Foucault E que producen un incremento en la densidad de corriente a la izquierda (1) y una reducción a la derecha (2), alterando así el perfil de la densidad de corriente 3.

Se denomina efecto proximidad a la alteración en la distribución de corriente en un conductor, producida por el flujo magnético generado por la corriente en un conductor adyacente
. Usualmente el efecto proximidad resulta en un aumento en la resistencia del conductor en corriente alterna aún mayor que el debido al efecto pelicular. El efecto proximidad es importante en inductores de radiofrecuencia.